# Joey Kern
Joey Kern (* 5. září 1976) je americký herec. Studoval herectví na New York University v New Yorku a později na Royal Academy of Dramatic Art v Londýně. Svou kariéru zahájil hraním v divadle a první filmovou roli dostal v roce 1999 v rakouském filmu Die Jungfrau. Později hrál v řadě dalších filmů, mezi které patří Cabin Fever (2002), Rosencrantz a Guildenstern jsou nemrtvi (2009) a Alter Egos (2012).